# 井上八郎
井上 八郎（いのうえ はちろう、1816年11月5日（文化13年9月16日） - 1897年（明治30年）4月2日）は、江戸時代の武士・剣客・幕府軍人。名は清虎（きよとら）、号は延陵（えんりょう）。

## 経歴
延岡藩藩士井上主膳の子として日向国東臼杵郡延岡に生まれる。
1828年（文政11年）、江戸へ出て千葉周作（北辰一刀流）の道場・玄武館に入門。
1851年（嘉永4年）、飛騨郡代・小野高福に招聘され飛騨高山（現 岐阜県高山市）に赴く。同地で高福の子の小野鉄太郎（後の山岡鉄舟）に剣術を教える。
幕末期に幕臣となり、講武所剣術師範役並、遊撃隊頭取、歩兵奉行を歴任。
明治維新で静岡へ転じ、浜松城代、中泉奉行等を務める。
1878年（明治11年）、第二十八国立銀行頭取に就任。
1880年（明治13年）、東京へ戻る。
1883年（明治16年）、千葉栄次郎の長男之胤が東京神田に玄武館を再興。山岡鉄舟とともに之胤を後見する。
1897年（明治30年）4月2日没。墓所は谷中霊園内の了俒寺墓地にあったが、2009年に無縁撤去されたため現存しない。